# Coppa Italia 1942/1943
Desátý ročník Coppa Italia (italského fotbalového poháru) se konal od 13. září 1942 do 30. května 1943. Turnaj vyhrál klub Turín, který porazil ve finále Benátky 4:0. Nejlepší střelci se staly tři italští hráči Bruno Ispiro (Janov), Valentino Mazzola (Turín) a Vittorio Sentimenti  (Juventus Cisitalia), kteří vstřelili 5 branek.
Opět se hrálo jen z kluby z nejvyšší ligy a z 2. ligy. Další ročník se hrál až za 15 let v roce 1958.

## Účastníci

### Serie A
| - Ambrosiana-Inter - Atalanta - Bari - Benátky | - Boloňa - Fiorentina - Janov - Juventus Cisitalia | - Lazio - Liguria - Livorno - Milán | - Řím - Turín - Triestina - Vicenza |

### Serie B
| - Alessandria - Anconitana-Bianchi - Brescia - Cremonese - Fanfulla | - MATER - Modena - Neapol - Novara - Padova | - Palermo-Juventina - Pescara - Pisa - Pro Patria | - Savona - Siena - Spezia - Udinese |

## Zápasy

### Kvalifikace
Zápasy byly na programu 13. září 1942.
Poznámky
|  | Postup do dalšího kola |

| Domácí    | Výsledek | Hosté   |
| --------- | -------- | ------- |
| Cremonese | 2:1      | Brescia |
| Fanfulla  | 6:1      | Savona  |

### Šestnáctifinále
Zápasy byly na programu od 19. do 24. září 1942.
| Domácí    | Výsledek     | Hosté              |
| --------- | ------------ | ------------------ |
| MATER     | 1:6          | Juventus Cisitalia |
| Neapol    | 1:2          | Lazio              |
| Atalanta  | 3:1          | Liguria            |
| Bari      | 0:3          | Řím                |
| Boloňa    | 2:0          | Ambrosiana-Inter   |
| Janov     | 5:3          | Spezia             |
| Livorno   | 2:1          | Fiorentina         |
| Modena    | 2:0          | Alessandria        |
| Novara    | 1:1 a 0:2    | Palermo-Juventina  |
| Padova    | 3:5          | Milán              |
| Pisa      | 0:1          | Cremonese          |
| Turín     | 7:0          | Anconitana-Bianchi |
| Triestina | 3:0          | Fanfulla           |
| Udinese   | 2:1 v prodl. | Pescara            |
| Benátky   | 2:1          | Siena              |
| Vicenza   | 0:0          | Pro Patria         |

### Osmifinále
Zápasy byly na programu 27. září 1942.
| Domácí             | Výsledek | Hosté     |
| ------------------ | -------- | --------- |
| Atalanta           | 0:2      | Turín     |
| Cremonese          | 0:1      | Udinese   |
| Juventus-Cisitalia | 2:3      | Lazio     |
| Livorno            | 2:3      | Milán     |
| Modena             | 0:4      | Boloňa    |
| Palermo-Juventina  | 0:2      | Benátky   |
| Řím                | 2:1      | Triestina |
| Vicenza            | 0:1      | Janov     |

### Čtvrtfinále
Zápasy byly na programu 16. května 1943.
| Domácí  | Výsledek | Hosté   |
| ------- | -------- | ------- |
| Boloňa  | 2:5      | Janov   |
| Lazio   | 1:2      | Řím     |
| Turín   | 5:0      | Milán   |
| Benátky | 3:2      | Udinese |

### Semifinále
Zápasy byly na programu 23. května 1943.
| Domácí  | Výsledek | Hosté  |
| ------- | -------- | ------ |
| Turín   | 2:0      | Modena |
| Benátky | 3:0      | Janov  |

### Finále
| 30. 5. 1943 16:00                         |        |         |                                                         |
| Turín                                     | 4 : 0  | Benátky | Arena Civica, Milán, Itálie rozhodčí: Giuseppe Zelocchi |
| Ossola 22', 48' Ferraris 46', Mazzola 52' | Report |         | Arena Civica, Milán, Itálie rozhodčí: Giuseppe Zelocchi |

|               |   |                   |  |
|               |   |                   |  |
|               | B | Alfredo Bodoira   |  |
|               | O | Sergio Piacentini |  |
|               | O | Osvaldo Ferrini   |  |
|               | Z | Cesare Gallea     |  |
|               | Z | Giacinto Ellena   |  |
|               | Z | Giuseppe Grezar   |  |
|               | Ú | Franco Ossola     |  |
|               | Ú | Ezio Loik         |  |
|               | Ú | Guglielmo Gabetto |  |
|               | Ú | Valentino Mazzola |  |
|               | Ú | Pietro Ferraris   |  |
| Trenér:       |   |                   |  |
| Antonio Janni |   |                   |  |

|                |   |                      |  |
|                |   |                      |  |
|                | B | Giuseppe Eberle      |  |
|                | O | Víctor Tortora       |  |
|                | O | Silvio Di Gennaro    |  |
|                | O | Felice Arienti       |  |
|                | Z | Sandro Puppo         |  |
|                | Z | Lidio Stefanini      |  |
|                | Ú | Amedeo Degli Esposti |  |
|                | Ú | Bruno Novello        |  |
|                | Ú | Francesco Pernigo    |  |
|                | Ú | Walter Petron        |  |
|                | Ú | Lanfranco Alberico   |  |
| Trenér:        |   |                      |  |
| János Vanicsek |   |                      |  |

## Vítěz
| Coppa Italia Vítěz pro rok 1942/1943 |
| ------------------------------------ |
| Turín FC                             |
|                                      |

## Střelecká listina
| Pořadí | Jméno               | Klub               | Branky |
| ------ | ------------------- | ------------------ | ------ |
| 1.     | Bruno Ispiro        | Janov              | 5      |
| 1.     | Valentino Mazzola   | Turín              | 5      |
| 1.     | Vittorio Sentimenti | Juventus Cisitalia | 5      |
| 4.     | Guglielmo Gabetto   | Turín              | 4      |